# Змінні типу DY Персея
Змінні типу DY Персея - малочисельний підклас змінних зір типу R Північної Корони. Це багаті вуглецем зорі асимптотичної гілки гігантів, які демонструють пульсаційну змінність асимптотичних гігантів одночасно з нерегулярними згасаннями зір типу R Північної Корони.
Прототипом цього класу є зоря DY Персея. Вона залишалась єдиним відомий у нашій галактиці представником цього класу зір, поки в 2008 році систематичний пошук у каталозі змінних типу R Північної Корони не виявив другу зорю цього підкласу, що у максимумі блиску має лише 17 зоряну величину. Станом на 2012 рік автоматизовані пошуки визначили ще чотири змінні типу DY Персея, в тому числі одну з максимальною зоряною величиною 5,9. У Великій Магеллановій Хмарі також є кілька зір типу DY Персея і кілька кандидатів, згасання яких ще не спостерігали.
Фотометричне дослідження змінності було проведено . 
Хоча змінні DY Персея вважалися підмножиною змінних типу R Північної Корони через їхні нерегулярні згасання та багаті вуглецем спектри, вони можуть бути просто незвичайним типом вуглецевих зір, не пов’язаним з масивнішими та більш яскравими змінними типу R Північної Корони. Згасання можуть бути спричинені затемненням зорі її викидами, а не конденсацією вуглецю в атмосфері зорі.